# Amapanesia
Amapanesia is een kevergeslacht uit de familie van de boktorren (Cerambycidae). De wetenschappelijke naam van het geslacht werd voor het eerst geldig gepubliceerd in 1996 door Martins & Galileo.

## Soorten
Amapanesia is monotypisch en omvat slechts de volgende soort:
- Amapanesia exotica (Galileo & Martins, 1991)